# Чизано-Бергамаско
Чизано-Бергамаско, Чизано-Берґамаско (італ. Cisano Bergamasco) — муніципалітет в Італії, у регіоні Ломбардія,  провінція Бергамо.
Чизано-Бергамаско розташоване на відстані близько 500 км на північний захід від Рима, 38 км на північний схід від Мілана, 17 км на захід від Бергамо.
Населення — 6372 особи (2014).
Щорічний фестиваль відбувається 12 квітня. Покровитель — святий Зенон.

## Демографія
Населення за роками:

Станом на 1 січня 2023 року в муніципалітеті офіційно проживав 491 іноземець з 37 країн, серед них 107 громадян країн Євросоюзу та 26 громадян України.

## Уродженці
- Роберто Донадоні (*1963) — відомий у минулому італійський футболіст, півзахисник, згодом — футбольний тренер.

## Сусідні муніципалітети
- Бривіо
- Каприно-Бергамаско
- Монте-Маренцо
- Понтіда
- Торре-де'-Бузі